# C.N. Rosenkilde
Christian Niemann Rosenkilde (født 8. januar 1786 i Slagelse, død 12. november 1861 i København) var en dansk skuespiller, far til Georg og Adolph Rosenkilde og Julie Sødring.
Han var især kendt for det komiske og spillede Holberg og Heiberg. (Corfitz i Barselstuen af Holberg, Trop i Recensenten og Dyret af Heiberg). Christian Niemann Rosenkilde blev student i 1804 og var huslærer, kordegn, lærer og kantor i Århus. Han blev antaget på Det Kongelige Teater i 1815 og debuterede i 1816. Rosenkilde udgav ugeskriftet Brevduen (1818-1829).